# Літтл-Маганой Тауншип (округ Нортамберленд, Пенсільванія)
Літтл-Маганой Тауншип (англ. Little Mahanoy Township) — селище (англ. township) в США, в окрузі Нортамберленд штату Пенсільванія. Населення — 425 осіб (2020).

## Демографія
Згідно з переписом 2010 року, у селищі мешкало 479 осіб у 170 домогосподарствах у складі 134 родин. Було 182 помешкання
Расовий склад населення:
| - 98,5 % — білих - 0,6 % — чорних або афроамериканців - 0,6 % — азіатів |

До двох чи більше рас належало 0,0 %. Частка іспаномовних становила 1,3 % від усіх жителів.
За віковим діапазоном населення розподілялося таким чином: 25,1 % — особи молодші 18 років, 55,3 % — особи у віці 18—64 років, 19,6 % — особи у віці 65 років та старші. Медіана віку мешканця становила 40,9 року. На 100 осіб жіночої статі у селищі припадало 115,8 чоловіків;  на 100 жінок у віці від 18 років та старших — 101,7 чоловіків також старших 18 років.
Середній дохід на одне домашнє господарство  становив 58 764 долари США (медіана — 46 750), а середній дохід на одну сім'ю — 68 353 долари (медіана — 62 188). Медіана доходів становила 36 518 доларів для чоловіків та 33 929 доларів для жінок. За межею бідності перебувало 7,7 % осіб, у тому числі 13,7 % дітей у віці до 18 років та 3,8 % осіб у віці 65 років та старших.
Цивільне працевлаштоване населення становило 207 осіб. Основні галузі зайнятості: освіта, охорона здоров'я та соціальна допомога — 23,7 %, роздрібна торгівля — 20,8 %, виробництво — 18,8 %.